# پولا نگری
پولا نگری (Pola Negri) با نام شناسنامه‌ای باربارا آپولونیا خاوُوپیِتس (Barbara Apolonia Chałupiec) (زادهٔ ۳ ژانویه ۱۸۹۷ - درگذشتهٔ ۱ اوت ۱۹۸۷) یک هنرپیشهٔ لهستانی بود که به خاطر نقش‌هایی که به‌عنوان زن شهرآشوب در فیلم‌های صامت غربی دههٔ ۱۹۱۰ و ۱۹۳۰ بازی کرد شهرت یافت.

## زندگینامه
پدر او یک مرد انقلابی اسلوواک و مادر او یک زن اشراف‌زاده بود. پولا نگری تحصیلاتش را در مدرسه سلطنتی باله سن پترزبورگ و فیلارمونیا درامای ورشو به پایان برد. از سال ۱۹۱۳ در ورشو روی صحنه رفت و نخستین فیلمش را در ۱۹۱۴ بازی کرد. در ۱۹۱۷ با دعوت ماکس راینهارت به برلین رفت و با ایفای نقشی در سومورون به شهرت رسید. در سینما نیز طی سال‌های ۱۹۱۸ تا ۱۹۲۰ به خاطر همکاری با ارنست لوبیچ به محبوبیت بسیاری دست پیدا کرد. در ۱۹۲۳ رهسپار هالیوود شد و در ۱۹۲۷ پس از ازدواج با شاهزاده مدیوانی اعلام بازنشستگی کرد و این امر با ظهور فیلم گویا هم‌زمان شد.

## فیلم‌شناسی

### فیلم‌های صامت
- ۱۹۱۴: Niewolnica zmyslów - روسیه، کارگردان: یان پاولووسکی
- ۱۹۱۵: Zona - روسیه
- ۱۹۱۶: Studenci)- روسیه، کارگردان: آلکساندر هرتز
- ۱۹۱۷: Bestia – روسیه، کارگردان: آلکساندر هرتز
- ۱۹۱۷: Tajemnica Alei Ujazdowskich - روسیه
- ۱۹۱۷: Arabella - روسیه
- ۱۹۱۷: Pokój nr ۱۳ - روسیه
- ۱۹۱۷: Jego ostatni czyn - روسیه
- ۱۹۱۷: Zügelloses Blut - آلمان
- ۱۹۱۷: Nicht lange täuschte mich das Glück - آلمان
- ۱۹۱۷: Küsse، die man stiehlt im Dunkeln - آلمان
- ۱۹۱۷: Die toten Augen'- آلمان
- ۱۹۱۷/۱۸: Rosen، die der Sturm entblättert - آلمان
- ۱۹۱۸: Wenn das Herz in Haß erglüht - آلمان
- ۱۹۱۸: Surogaty lyubvi - روسیه
- ۱۹۱۸: Mania - Die Geschichte einer Zigarettenarbeiterin - آلمان، کارگردان: اوژن ایله
- ۱۹۱۸: Die Augen der Mumie Ma – آلمان، کارگردان: ارنست لوبیچ
- ۱۹۱۸: Der gelbe Schein - آلمان
- ۱۹۱۸: Carmen – آلمان، کارگردان: ارنست لوبیچ
- ۱۹۱۹: Das Karussell des Lebens - آلمان، کارگردان: جورج جکوبی
- ۱۹۱۹: Kreuziget sie! - آلمان
- ۱۹۱۹: Vendetta - آلمان
- ۱۹۱۹: Madame DuBarry – آلمان، کارگردان: ارنست لوبیچ
- ۱۹۱۹: Komtesse Dolly - آلمان
- ۱۹۲۰: Die Marchesa d'Armiani - آلمان
- ۱۹۲۰: Arme Violetta - آلمان
- ۱۹۲۰: Sumurun – آلمان، کارگردان: ارنست لوبیچ
- ۱۹۲۰: Das Martyrium - آلمان
- ۱۹۲۰: Die geschlossene Kette - آلمان
- ۱۹۲۱: Sappho – آلمان، کارگردان: دیمیتری بوکووتزکی
- ۱۹۲۱: Die Bergkatze – آلمان، کارگردان: ارنست لوبیچ
- ۱۹۲۲: Die Flamme – آلمان، کارگردان: ارنست لوبیچ
- ۱۹۲۳: Bella Donna – ایالات متحده، کارگردان: گئورگ فیتزماوریس
- ۱۹۲۳: The Spanish Dancer – ایالات متحده، کارگردان: هربرت برنون
- ۱۹۲۴: Shadows of Paris – ایالات متحده، کارگردان: هربرت برنون
- ۱۹۲۴: Men - ایالات متحده
- ۱۹۲۴: Lily of the Dust - ایالات متحده
- ۱۹۲۴: Forbidden Paradise – ایالات متحده، کارگردان: ارنست لوبیچ
- ۱۹۲۵: East of Suez – ایالات متحده، کارگردان: رائول والش
- ۱۹۲۵: The Charmer - ایالات متحده
- ۱۹۲۵: Flower of Night
- ۱۹۲۵: زن دنیادیده – ایالات متحده، کارگردان: مالکوم سنت کلیر
- ۱۹۲۶: The Crown of Lies - ایالات متحده
- ۱۹۲۶: Good an Naughty) - ایالات متحده
- ۱۹۲۷: Hotel Imperial– ایالات متحده، کارگردان: ماوریتز اشتیلر
- ۱۹۲۷: Barbed Wire – ایالات متحده، کارگردان: رولند وی. لی
- ۱۹۲۷: The Woman on Trial – ایالات متحده، کارگردان: ماوریتز اشتیلر
- ۱۹۲۸: The Secret Hour - ایالات متحده
- ۱۹۲۸: Three Sinners - ایالات متحده

### فیلم‌های گویا
- ۱۹۲۸: Loves of an Actress - ایالات متحده
- ۱۹۲۸: The Woman from Moscow - ایالات متحده
- ۱۹۲۹: The Way of Lost Souls - بریتانیا، کارگردان: پل سینر
- ۱۹۳۲: A Woman Commands'' - ایالات متحده
- ۱۹۳۳/۳۴: Fanatisme - فرانسه
- ۱۹۳۵: Mazurka - آلمان
- ۱۹۳۶: Moskau–Shanghai - آلمان
- ۱۹۳۷:  Madame Bovary- آلمان
- ۱۹۳۷: Tango Notturno - آلمان
- ۱۹۳۸: Die fromme Lüge - آلمان
- ۱۹۳۸: Die Nacht der Entscheidung - آلمان
- ۱۹۴۳: Hi Diddle Diddle/Diamonds and Crime- ایالات متحده
- ۱۹۶۴: The Moon-Spinners - ایالات متحده

## نگارخانه

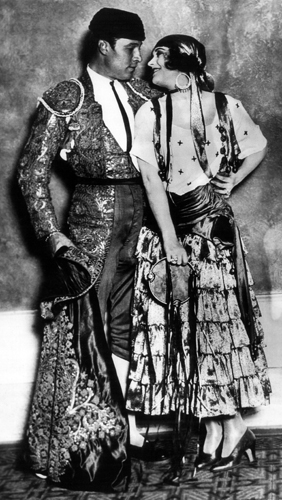
پولا نگری و رودولف والنتینو
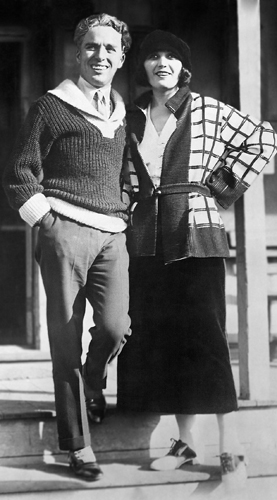
پولا نگری و چارلی چاپلین
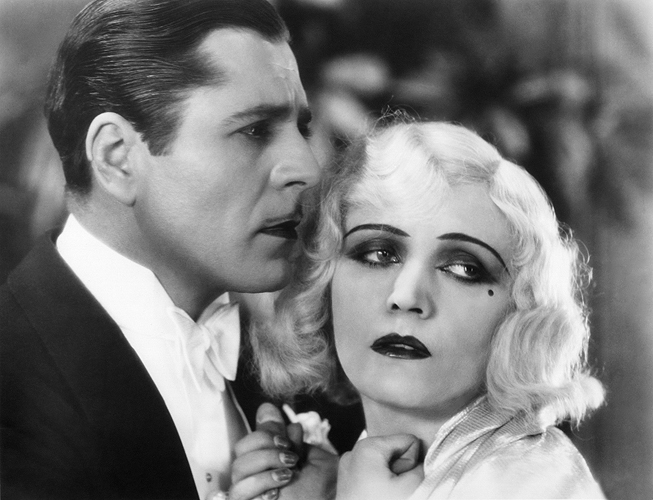
پولا نگری و وارنر باکستر